# Історія О (фільм, 1975)
«Історія О» (фр. Histoire d'O) — французький кінофільм, еротична драма 1975 року, екранізація написаного в 1954 році роману «Історія О», автор якого — Полін Реаж. Фільм знятий майстром еротичного кіно Жюстом Жакеном, відомим за фільмами «Еммануель» і «Коханець леді Чаттерлей».
Молодий чоловік відсилає свою коханку, за її згодою, у далеке помістя — замок «Руассі», де їй належить прожити деякий час. Замком і слугами управляє знайомий цього молодого чоловіка, але способи управління в нього особливі, в стилі БДСМ.
Фільм отримав широку популярність у відеопрокаті Радянського Союзу, хоча міг бути підставою для кримінального покарання за «поширення порнографії».

## Сюжет
Молоду жінку, фотографку моди, відому лише як О (перша буква її справжнього імені), її коханий Рене відвозить до багатого шато «Руассі». Там діє своєрідний БДСМ-клуб, у якому жінки перебувають у ролі рабинь. По прибуттю О роздягають, вона отримує ошийник і бере участь у різних сексуальних і садомазохістських актах із чоловіками, котрі перебувають у клубі. О вчать бути постійно доступним для орального, вагінального та анального статевого акту. Згодом О покидає «Руассі», але на знак свого перебування в клубі продовжує носити залізний перстень.
О знайомиться з марнославною моделлю на ім'я Жаклін, яку вона фотографує і закохується в неї. Згодом Рене знайомить О зі своїм набагато старшим зведеним братом, сером Стівеном. Обоє чоловіків ділять владу над O, оскільки Рене бажає, щоб О навчитися слухатися і служити тому, кого вона не кохає. Хоча сер Стівен виявляється більш суворим і суворим господарем, ніж Рене, О скоро вірить, що той закоханий у неї.
За вказівкою сера Стівена, О відправляють у заміський будинок, який населяють виключно жінки. Ним керує Енн-Марі, котра тренує О в покорі. Візит О завершується тим, що на прохання сера Стівена її статеві губи проколюють кільцями та ставлять тавро з його ініціалами.
Сер Стівен каже О, що Рене закоханий у Жаклін, і доручає О спокусити її до навчання в «Руассі». Хоча спершу жінці не вдається це зробити, Жаклін переїжджає жити в квартиру О. Там О розповідає коханці про свій БДСМ-стиль життя і описує перебування в «Руассі». Жаклін спочатку не вірить, що таке місце існує.
Сер Стівен ділиться О з двома іншими його знайомими, відомими як «Командир» та Іван. Після одного сексуального контакту з О, Іван вважає, що закоханий у неї, і просить сера Стівена відпустити її. Однак О відмовляється покинути Стівена.
О відвозить Жаклін до «Руассі», де її навчають служити Рене. Пізніше сер Стівен і О відвідують будинок «Командира» під час вечірки, де О присутня гола і масці сови. Спостерігаючи за О на вечірці, сер Стівен відчуває, що сповна володіє нею.
Згодом О запитує сера Стівена, чи витримав би він ті самі покарання та переживання, яких зазнала вона, щоб показати свою беззастережну любов до нього. Коли він каже «напевне так», вона раптом обпікає йому руку цигаркою, залишаючи там коло, що нагадує букву «О».

## В ролях
- Корінн Клері — О
- Клаудія Сепеда
- Мартіна Келлі — Тереза
- Жан Гавен — П'єр
- Удо Кір — Рене

## Сприйняття
На агрегаторі кінорецензій Rotten Tomatoes фільм зібрав 33 % позитивних рецензій.
Згідно з Рчардом Едером із «The New York Times», тема «Історії О» була фактично взірцем для «Еммануель». Фільм трактує секс як елітарну релігію з ієрархічними ініціаціями. Сюжет такий же надуманий, як в «Еммануель», «але менш нісенітний, головним чином тому, що він заснований на книзі певної сили та тонкості». Фільм знято доволі виважено в плані балансу відвертості зі стриманістю, але це не рятує від надмірної монотонності. «Історія О» більше нагадує спробу проілюструвати книгу, ніж перенести її на екран.
Вільм Томас у ретрогляді для «Empire» зазначив, що фільм досяг майже міфічного статусу серед порнознавців, але важко уявити, щоб він зацікавив пересічних глядачів. «Сказати, що фільм жіноненависницький, це буде замало, а неодноразові спроби сценарію переконати нас у добровільній залученості О до різноманітного насильства просто робить ситуацію ще жахливішою». Виглядає, що фільм створений «сексуальною уявою школяра, який не досягнув підліткового віку».